# Памятник первому пуску Р-1
Памятник первому пуску Р-1 — памятник на полигоне Капустин Яр, недалеко от города Знаменска Астраханской области. Установлен 18 октября 1962 года

### История и описание
18 октября 1947 года в 10 часов 47 минут по московскому времени с 4-го Государственного центрального полигона «Капустин Яр», созданного за несколько месяцев до этого, в СССР впервые был осуществлен пуск баллистической ракеты. Он закончился успешно, ракета смогла подняться на высоту в 86 километров и достигла земной поверхности в 207 километрах от места старта.
Памятник был изготовлен силами службы ракетного вооружения полигона. Работы проводились личным составом ремонтной мастерской ракетного вооружения, которую возглавлял подполковник Б. В. Болтовец. В сооружении монумента принимали активное участие слесари мастерской: В. О. Попков и М. М. Куличенко. Постамент памятника был изготовлен в Волгограде на Производственном объединении «Баррикады».
На постамент была прикреплена памятная доска с фамилиями и инициалами основных участников исторического пуска. На доске размещены 33 фамилии, среди которых: Д. Ф. Устинов, С. П. Королёв, В. И. Вознюк, Н. А. Пилюгин, Я. И. Трегуб, В. П. Бармин, Н. Д. Яковлев, А. М. Исаев и другие.
Памятнику были посвящены стихи неизвестного поэта:
```
« В бескрайних степях Астраханской земли,

  Где кружат парящие в небе орлы,

  Где Солнца палящего катится диск,

  Там первой ракеты стоит обелиск. »
```